# Marika Lagercrantz
Marika Lagercrantz est une actrice suédoise, née le 12 juillet 1954  à Solna (Suède).
En 2011, elle est nommée attachée culturelle de l’ambassade de Suède en Allemagne.

## Filmographie
- 1965 : Modiga mindre män : Soffi
- 1980 : Drömspel, Ett (TV) : Agnes, Indra's daughter
- 1981 : Syöksykierre : Rich girl
- 1986 : Hummerkriget (TV) : Rosina
- 1987 : Hjärtat (TV)
- 1989 : Dykket : Ann
- 1989 : Kronvittnet : Leonie
- 1990 : Landstrykere : Lovise Magrete
- 1992 : Blueprint (feuilleton TV) : Gabriella Rydbeck
- 1992 : Botgörarna (TV) : Erika Wass
- 1993 : Drömmen om Rita : Rita
- 1993 : Morfars resa : Karin
- 1993 : Sort høst : Line Uldahl-Ege
- 1994 : Läckan (TV) : Annika Strömberg
- 1994 : Rapport till himlen (feuilleton TV) : Victor's Mother
- 1995 : Vendetta (feuilleton TV) : Eva-Britt
- 1995 : Älskar älskar inte : Karin, Mia's mother
- 1995 : Lust och fägring stor : Viola
- 1996 : Nu är pappa trött igen! : The second wife
- 1997 : Sidste viking, Den : Frej
- 1997 : Emma åklagare (série TV) : Emma Derkert
- 1998 : Bert : Daniela
- 1998 : Lithivm : Margareta Tingström
- 1998 : I Wonder Who's Kissing You Now : Laura
- 1998 : Längtans blåa blomma (feuilleton TV) : Ulrika Marelius
- 1999 : Sherdil : Teacher
- 2000 : Rackelhane : The Woman
- 2000 : Judith (TV) : Rosalyn Ankarcrantz
- 2000 : Järngänget : Lindberg
- 2000 : Gossip : Karin Kalters
- 2002 : Love Boogie (vidéo) : Jacobs mamma
- 2002 : Hot Dog : Emma
- 2002 : Sejer - Djevelen holder lyset (TV) : Sara Struel
- 2003 : Gunnar Govin - en man, en röst, en resa (vidéo) : Lena Wahllock
- 2003 : Sejer - Elskede Poona (série TV) : Sara Struel
- 2004 : Bedragaren
- 2004 : Maison : Mother
- 2006 : Min frus förste älskare : Vivi
- 2009 : Millénium  (Män som hatar kvinnor) de Niels Arden Oplev
- 2021 : Complètement à cran : Anna-Lena